# Tweede divisie (mannenhandbal) 1990/91
De tweede divisie is de op twee na hoogste afdeling van het Nederlandse handbal bij de heren op landelijk niveau. In het seizoen 1990/1991 werden HAKA/E&O 2, PSV, WIK en Aalsmeer 3 kampioen en promoveerden naar de eerste divisie. DOS, SGK '47, Erica '76, UGHV, Center Tapijt/Hellas 2, EDH 2, AHC '31 en Odin degradeerden naar de derde divisie.

## Opzet
- De kampioenen promoveren rechtstreeks naar de eerste divisie (mits er niet al een hogere ploeg van dezelfde vereniging in de eerste divisie speelt).
- De ploegen die als een-na-laatste (elfde) en laatste (twaalfde) eindigen degraderen rechtstreeks naar de derde divisie.

## Tweede divisie A

### Teams
| Ploeg       | Plaats            | Provincie  |
| ----------- | ----------------- | ---------- |
| Actief (P)  | Eelde-Paterswolde | Drenthe    |
| De Hunze    | Gasselternijveen  | Drenthe    |
| DOS         | Emmer-Compascuum  | Drenthe    |
| HAKA/E&O 2  | Emmen             | Drenthe    |
| Hellas '57  | Leeuwarden        | Friesland  |
| Hurry-Up    | Zwartemeer        | Drenthe    |
| HVC         | Barger-Compascuum | Drenthe    |
| SGK '47     | Sint Annaparochie | Friesland  |
| Stormvogels | Haaksbergen       | Overijssel |
| AHV Swift 2 | Arnhem            | Gelderland |

### Stand
| Pos | Club        | Wed | W  | G | V  | Ptn | DV  | DT  | +/−  | Opmerking                     |
| --- | ----------- | --- | -- | - | -- | --- | --- | --- | ---- | ----------------------------- |
| 1   | HAKA/E&O 2  | 18  | 15 | 2 | 1  | 32  | 379 | 263 | +116 | Promotie naar eerste divisie  |
| 2   | De Hunze    | 18  | 13 | 0 | 5  | 26  | 386 | 339 | +47  |                               |
| 3   | Actief (P)  | 18  | 12 | 1 | 5  | 25  | 357 | 316 | +41  |                               |
| 4   | Hurry-Up    | 18  | 9  | 2 | 7  | 20  | 327 | 329 | −2   |                               |
| 5   | Hellas '57  | 18  | 9  | 0 | 9  | 18  | 322 | 368 | −46  |                               |
| 6   | AHV Swift 2 | 18  | 8  | 1 | 9  | 17  | 364 | 366 | −2   |                               |
| 7   | Stormvogels | 18  | 6  | 2 | 10 | 14  | 327 | 352 | −25  |                               |
| 8   | HVC         | 18  | 5  | 3 | 10 | 13  | 296 | 313 | −17  |                               |
| 9   | DOS         | 18  | 5  | 2 | 11 | 12  | 337 | 353 | −16  | Degradatie naar derde divisie |
| 10  | SGK '47     | 18  | 1  | 1 | 16 | 3   | 287 | 383 | −96  | Degradatie naar derde divisie |

## Tweede divisie B

### Teams
| Ploeg               | Plaats        | Provincie     |
| ------------------- | ------------- | ------------- |
| Kwantum/Blauw Wit 2 | Neerbeek      | Limburg       |
| Blerick             | Blerick       | Limburg       |
| Erica '76           | Dieren        | Gelderland    |
| Maatman/De Gazellen | Doetinchem    | Gelderland    |
| Laren               | Laren         | Noord-Holland |
| PSV                 | Eindhoven     | Noord-Brabant |
| Rapiditas           | Weert         | Limburg       |
| SVM                 | Munstergeleen | Limburg       |
| UDI '96             | Arnhem        | Gelderland    |
| UGHV                | Ulft          | Gelderland    |

### Stand
| Pos | Club                | Wed | W  | G | V  | Ptn | DV  | DT  | +/− | Opmerking                     |
| --- | ------------------- | --- | -- | - | -- | --- | --- | --- | --- | ----------------------------- |
| 1   | PSV                 | 18  | 13 | 1 | 4  | 27  | 347 | 292 | +55 | Promotie naar eerste divisie  |
| 2   | Maatman/De Gazellen | 18  | 11 | 4 | 3  | 26  | 338 | 288 | +50 |                               |
| 3   | Laren               | 18  | 11 | 2 | 5  | 24  | 326 | 294 | +32 |                               |
| 4   | SVM                 | 18  | 9  | 4 | 5  | 22  | 327 | 305 | +22 |                               |
| 5   | UDI '96             | 18  | 6  | 6 | 6  | 18  | 339 | 350 | −11 |                               |
| 6   | Rapiditas           | 18  | 6  | 4 | 8  | 16  | 373 | 360 | +13 |                               |
| 7   | Kwantum/Blauw Wit 2 | 18  | 6  | 2 | 10 | 14  | 314 | 365 | −51 |                               |
| 8   | Blerick             | 18  | 5  | 3 | 10 | 13  | 301 | 323 | −22 |                               |
| 9   | Erica '76           | 18  | 4  | 5 | 9  | 13  | 312 | 344 | −32 | Degradatie naar derde divisie |
| 10  | UGHV                | 18  | 3  | 1 | 14 | 7   | 318 | 374 | −56 | Degradatie naar derde divisie |

## Tweede divisie C

### Teams
| Ploeg                  | Plaats      | Provincie     |
| ---------------------- | ----------- | ------------- |
| Animo                  | Rijswijk    | Zuid-Holland  |
| DES '72                | Papendrecht | Zuid-Holland  |
| DWS                    | Schiedam    | Zuid-Holland  |
| EDH 2                  | Delft       | Zuid-Holland  |
| EMM                    | Middelburg  | Zeeland       |
| Center Tapijt/Hellas 2 | Den Haag    | Zuid-Holland  |
| Internos               | Etten-Leur  | Noord-Brabant |
| Mercasol/Saturnus      | Ridderkerk  | Zuid-Holland  |
| Helioform/Tachos 2     | Waalwijk    | Noord-Brabant |
| WIK                    | Vlaardingen | Zuid-Holland  |

### Stand
| Pos | Club                   | Wed | W  | G | V  | Ptn | DV  | DT  | +/−  | Opmerking                     |
| --- | ---------------------- | --- | -- | - | -- | --- | --- | --- | ---- | ----------------------------- |
| 1   | WIK                    | 18  | 15 | 2 | 1  | 32  | 385 | 304 | +81  | Promotie naar eerste divisie  |
| 2   | DWS                    | 18  | 11 | 3 | 4  | 25  | 303 | 273 | +30  |                               |
| 3   | Mercasol/Saturnus      | 18  | 11 | 2 | 5  | 24  | 378 | 336 | +42  |                               |
| 4   | DES '72                | 18  | 10 | 3 | 2  | 23  | 391 | 356 | +35  |                               |
| 5   | Internos               | 18  | 8  | 2 | 8  | 18  | 358 | 356 | +2   |                               |
| 6   | Animo                  | 18  | 7  | 3 | 8  | 17  | 364 | 331 | +33  |                               |
| 7   | EMM                    | 18  | 6  | 2 | 10 | 14  | 333 | 355 | −22  |                               |
| 8   | Helioform/Tachos 2     | 18  | 6  | 2 | 10 | 12  | 306 | 338 | −32  |                               |
| 9   | Center Tapijt/Hellas 2 | 18  | 4  | 4 | 10 | 12  | 334 | 380 | −46  | Degradatie naar derde divisie |
| 10  | EDH 2                  | 18  | 0  | 1 | 17 | 1   | 282 | 405 | −123 | Degradatie naar derde divisie |

1. ↑  Helioform/Tachos 2 heeft 2 punten in mindering gekregen

## Tweede divisie D

### Teams
| Ploeg        | Plaats    | Provincie     |
| ------------ | --------- | ------------- |
| Aalsmeer 3   | Aalsmeer  | Noord-Holland |
| HMS/Achilles | Utrecht   | Utrecht       |
| AHC '31      | Amsterdam | Noord-Holland |
| Celeritas    | Bunnik    | Utrecht       |
| CSV          | Castricum | Noord-Holland |
| De Blinkert  | Haarlem   | Noord-Holland |
| Kolping      | Ouddorp   | Noord-Holland |
| Odin         | Heemskerk | Noord-Holland |
| UHV-DSO      | Utrecht   | Utrecht       |
| VZV          | 't Veld   | Noord-Holland |

### Stand
| Pos | Club         | Wed | W  | G | V  | Ptn | DV  | DT  | +/−  | Opmerking                     |
| --- | ------------ | --- | -- | - | -- | --- | --- | --- | ---- | ----------------------------- |
| 1   | Aalsmeer 3   | 18  | 16 | 2 | 0  | 34  | 414 | 310 | +104 | Promotie naar eerste divisie  |
| 2   | De Blinkert  | 18  | 15 | 1 | 2  | 31  | 402 | 297 | +105 |                               |
| 3   | CSV          | 18  | 7  | 1 | 2  | 19  | 360 | 364 | −1   |                               |
| 4   | HMS/Achilles | 18  | 9  | 1 | 8  | 19  | 321 | 326 | −5   |                               |
| 5   | UHV-DSO      | 18  | 8  | 3 | 7  | 19  | 315 | 328 | −13  |                               |
| 6   | Celeritas    | 18  | 7  | 3 | 8  | 17  | 313 | 313 | 0    |                               |
| 7   | Kolping      | 18  | 7  | 1 | 10 | 15  | 340 | 358 | −18  |                               |
| 8   | VZV          | 18  | 6  | 1 | 11 | 13  | 299 | 332 | −33  |                               |
| 9   | AHC '31      | 18  | 3  | 4 | 11 | 10  | 301 | 341 | −40  | Degradatie naar derde divisie |
| 10  | Odin         | 18  | 1  | 1 | 16 | 3   | 284 | 380 | −96  | Degradatie naar derde divisie |